# بونغ برتراند
برتراند بينيك تيكووا بونغ (بالفرنسية: Bertrand Benik Tequwa Bong)‏ المعروف باسم برتراند بونغ (ولد في 27 مارس 1987 في ياوندي) هو لاعب كرة قدم كاميروني مهاجم في سبورتينغ غوا.
في بداية موسم 2012-13 وقع بونغ مع سبورتينغ غوا من الأهلي.